# Nancy Gates
Nancy Gates (Dallas, 1 de febrero de 1926-Los Ángeles, 24 de marzo de 2019) fue una actriz de cine y televisión estadounidense.

## Primeros años de vida
Gates nació hija del Sr. y la Sra. Virgil Gates  en Dallas, Texas. Creció en la cercana Denton y fue descrita como «una niña maravilla». Un artículo de periódico de 1932 sobre un programa de Pascua en la escuela Robert E. Lee señaló: «Nancy Gates, presentando un número de zapatos blandos, abrirá la exposición de estilo». Ese mismo año, participó en Denton Kiddie Revue.
En 1935, apareció en la producción A Kiss for Cinderella, protagonizada por Brenda Marshall, y en un espectáculo minstrel que incluía a Ann Sheridan, ambas oriundas de Denton. Estuvo en el mundo del espectáculo antes de terminar la escuela secundaria, teniendo su propio programa de radio en WFAA en Dallas durante dos años mientras era estudiante en la Denton High School, de donde se graduó. Con una orientación musical, Gates apareció como cantante en un concierto de 1942 de la banda teatral del North Texas State Teachers College.
Gates asistió a la Universidad de Oklahoma durante un año antes de casarse.

## Carrera

### Cine

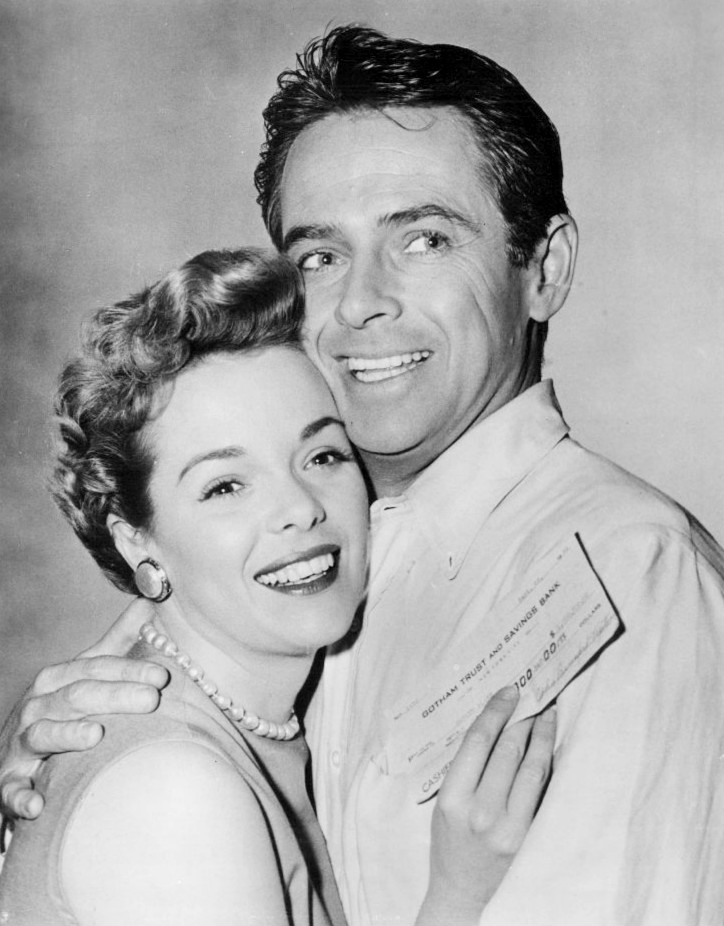
Nancy Gates y John Hudson en la serie de televisión The Millionaire (1955).

Gates comenzó a actuar a una edad temprana, recibiendo un contrato con RKO a la edad de 15 años, que requería aprobación judicial debido a su condición de menor. Orson Welles la probó para un papel en la película de 1942 The Magnificent Ambersons. Aunque no consiguió el papel, que recayó en Anne Baxter, la prueba allanó el camino para su futura entrada en el cine. Ese mismo año tuvo su primer papel acreditado, en The Great Gildersleeve. En 1943 firmó un contrato con RKO, siendo su primera película con ellos Hitler's Children ese mismo año. Comenzó a recibir papeles principalmente en películas de cine B, muchas de las cuales eran wésterns o ciencia ficción, y finalmente recibió papeles principales como la heroína. En 1948 protagonizó junto a Eddie Dean Check Your Guns, y en 1949 actuó junto a Jim Bannon, Marin Sais y Emmett Lynn en una entrega de la serie de películas de Red Ryder, titulada Roll, Thunder, Roll!. Protagonizaría varias otras películas durante los siguientes diez años, especialmente en wésterns como Comanche Station (1959), y en papeles secundarios, sobre todo en dos películas de Frank Sinatra, Suddenly y Some Came Running.
En total, Gates protagonizó o coprotagonizó 34 películas y series. Se retiró de la actuación en 1969.

### Radio
Gates hizo su debut en la radio el 29 de septiembre de 1941, en la transmisión de The Orson Welles Show de CBS Radio, actuando junto a Welles en una adaptación del cuento de Sherwood Anderson «I'm a Fool». Actuó en la telenovela Masquerade en NBC en 1946-1947. Un artículo de periódico del 21 de febrero de 1944 señaló que Gates «aparecería en una serie de programas al aire para los estudios RKO a partir del 28 de febrero». En 1951, protagonizó Screen Director's Playhouse junto a William Holden en Remember the Night  y en Lux Radio Theatre en un papel secundario en Sunset Boulevard.

### Televisión
Gates hizo un total de 55 apariciones en televisión. Hizo dos apariciones en la serie de televisión Maverick, tres apariciones en Perry Mason, tres en Wagon Train, seis en Lux Video Theatre y dos en Alfred Hitchcock presenta. En 1957 tuvo un papel memorable como la acusada Martha Bradford en el episodio de Perry Mason, «The Case of the Crooked Candle»; luego, en 1964, interpretó el papel de la acusada, Mary Douglas, en «The Case of the Woeful Widower». En 1965 volvió a interpretar el papel de cliente de Perry, esta vez como Claire Armstrong, el personaje principal, en «The Case of the Candy Queen». En 1958; apareció en Trackdown como Ellen Hackett en «Killer Takes All».
Sus otras apariciones en televisión incluyeron The Third Man, Science Fiction Theater, Studio 57,  The Lineup,  Bus Stop,  The Pepsi-Cola Playhouse,  Your Play Time,  Riverboat, General Electric Theater, Letter to Loretta,  Laramie, The Whistler, The Mod Squad,  Dick Powell's Zane Grey Theatre, Bourbon Street Beat,  The Special for Women con Dinah Shore,  The Danny Thomas Hour,  Damon Runyon Theater, y Kentucky Jones.

## Vida personal
Gates se jubiló en 1969 para estar más cerca de su familia.
Estaba casada con el abogado y gerente comercial de Hollywood J. William Hayes, a quien conoció cuando él era piloto comercial y ella era pasajera en uno de sus vuelos. Tuvieron cuatro hijos, las gemelas Cindy y Cathy, e hijos que se convirtieron en productores de Hollywood, Jeffrey M. Hayes y Chip Hayes. J. William Hayes murió en 1992.
Gates murió en marzo de 2019 a la edad de 93 años.

## Filmografía
- Se acabó la gasolina (1942)[1] - Hija de Tupa - 14 años (sin acreditar)
- The Magnificent Ambersons (1942) - Niña (sin acreditar)
- The Great Gildersleeve (1942)[1] - Marjorie Forrester
- Hitler's Children (1943)[1] - Brenda
- Esta tierra es mía (1943)[37] - Julie Grant
- Gildersleeve's Bad Day (1943) - Margie Forrester
- A Night of Adventure (1944) - Connie Matthews
- Bride by Mistake (1944) - Jane Mason
- The Master Race (1944)[37] - Nina
- Nevada (1944)[1] - Hattie Ide
- The Spanish Main (1945)[37] - Lupita
- Cheyenne Takes Over (1947)[1] - Fay Wilkins
- Check Your Guns (1948) - Cathy Jordan
- Roll, Thunder, Roll! (1949) - Carol Loomis
- The Greatest Show on Earth (1952) - Espectadora (sin acreditar)
- At Sword's Point (1952) - Princesa Henriette
- The Atomic City (1952)[8] - Ellen Haskell
- The Member of the Wedding (1952)[1] - Janice
- Target Hong Kong (1953)[38] - Ming Shan
- La canción de la antorcha (1953) - Celia Stewart
- Hell's Half Acre (1954)[1] - Sally Lee
- Suddenly (1954)[1] - Ellen Benson
- Masterson of Kansas (1954)[39] - Amy Merrick
- Stranger on Horseback (1955)[39] - Caroline Webb
- Top of the World (1955)[39] - Lieutenant Mary Ross
- No Man's Woman (1955)[1] - Louise Nelson
- Alfred Hitchcock presenta (1955) (temporada 1 episodio 6: «Salvage») - Lois Williams
- Alfred Hitchcock presenta (1956) (temporada 1 episodio 28: «Portrait of Jocelyn») - Debbie Halliday
- The Bottom of the Bottle (1956)[1] - Mildred Martin
- World Without End (1956)[40] - Garnet
- Wetbacks (1956) [39] - Sally Parker
- Magnificent Roughnecks (1956)[39] - Jane Rivers
- The Search for Bridey Murphy (1956)[1] - Hazel Bernstein
- Death of a Scoundrel (1956)[41] - Stephanie North
- The Brass Legend (1956)[42] - Linda Gipson
- The Rawhide Trail (1958)[39] - Marsha Collins
- Some Came Running (1958)[1] - Edith Barclay
- The Gunfight at Dodge City (1959) - Lily, Lady Gay Saloon Owner
- Comanche Station (1960)[1] - Nancy Lowe